# Коридор дзеркал
Коридор дзеркал (англ. Corridor of Mirrors) — англійський фільм 1948 року.

## Сюжет
Богач Пол Мангін живе минулим днем, тому що майбутнє лякає його своєю невизначеністю. Одного разу Пол знайомиться з жінкою на ім'я Міфанві і призначає їй побачення в музеї мадам Тюссо. Але, жінка ще не знає, що в існуванні Пола є одна особливість, яка може призвести до трагічних наслідків.

## У ролях
| Актор          | Роль             |
| -------------- | ---------------- |
| Ерік Портман   | Пол Мангін       |
| Една Ромні     | Міфанві Конвей   |
| Барбара Маллен | Вероніка         |
| Г'ю Сінклер    | Оуен Ріс         |
| Брюс Белфрадж  | сер Девід Конвей |
| Алан Вітлі     | Едгар Орсен      |
| Джоан Мод      | Керолайн Гарт    |
| Леслі Вестон   | Мортімер         |
| Г'ю Латімер    | Бінг             |
| Джон Пенроуз   | Бренді           |
| Крістофер Лі   | Чарльз           |
| Лоїс Максвелл  | Лоїс             |
| Мевіс Віллерс  | Бабс             |